# Dystrykt Ghotki
Dystrykt Ghotki (urdu: ضلع گھوٹکی) – dystrykt w południowym Pakistanie w prowincji Sindh. W 1998 roku liczył 970 549 mieszkańców (z czego 52,69% stanowili mężczyźni) i obejmował 177 432 gospodarstw domowych. Siedzibą administracyjną dystryktu jest Ghotki.